# چاقوی ضامن‌دار

نحوهٔ بازشدن چاقوی ضامن‌دار

چاقوی ضامن‌دار نوعی چاقوی دوحالته است که تیغهٔ آن در دسته و خارج از دسته و به‌وسیلهٔ یک ضامن یا یک دکمه جابه‌جا می‌شود. هنگامی که تیغه در دستهٔ چاقو مخفی است با زدن ضامن، تیغه سریعاً در امتداد محور دسته قرار می‌گیرد.